# Роатан
Роатан (исп. Roatán) — остров в Карибском море, в группе Ислас-де-ла-Баия. Входит в состав Гондураса.

## География
Роатан, входящий в островной департамент Ислас-де-ла-Баия, находится в Карибском море, в 65 километрах севернее атлантического побережья Гондураса. К востоку от него находится остров Гуанаия, к юго-западу — остров Утила.
Роатан является крупнейшим островом группы Ислас-де-ла-Баия. Его длина составляет 77,2 км, ширина — 8 км. Ландшафт острова представляет покрытые тропической зеленью холмы. Вдоль берега разбросаны песчаные пляжи, вокруг острова — кольцо коралловых рифов. Длина береговой линии — 1254 километра. К востоку от Роатана лежат несколько маленьких островов, так называемые ки или кайос: Морат, Барабаретта, Пиджон-Ки и Берфут-Ки.
Главный город острова — Коксен-Хоул. Другие поселения — Френч-Харбор, Вест-Энд и Оук-Ридж.

## Население и история
Остров населяют две крупные группы: гарифуна и караколь. Гарифуна первоначально обитали на острове Сент-Винсент в Карибском море. В 1797 году они были переселены на Роатан англичанами. Караколь жили на Каймановых островах и в 1830 также англичанами были расселены на Роатане. Население острова говорит как на испанском, так и на английском языках.
В 1850 году Великобритания объявила Роатан своим колониальным владением, однако через 10 лет отказалась от него.

## Экономика
Важнейшим источником доходов на острове является обслуживание туристов. В 2006 году Роатан посетили более 250 тысяч человек. Особо привлекателен он для любителей подводных погружений, так как морской мир вокруг острова исключительно разнообразен (коралловые рифы и гроты, сотни разновидностей тропических рыб, морские черепахи, скаты, мурены, в весенние месяцы — китовые акулы). Другим важным источником дохода для местных жителей является рыболовство.